# Fidelma Murphy
Fidelma Murphy (* 1944 in Cork, Irland; † 19. Oktober 2018 in Dublin, Irland) war eine irische Schauspielerin in Theater, Film und Fernsehen.

## Leben und Karriere
Fidelma Murphy wurde 1944 in Cork als Tochter von Timothy Murphy, einem ehemaligen hochrangigen Polizeibeamten der Hongkonger Polizei, der mit der King’s Police Medal, der höchsten Auszeichnung für einen diensthabenden Offizier im britischen Empire, ausgezeichnet worden war, und seiner Frau Mary geboren. Fidelma begann 1959 ihre Laufbahn bereits im Alter von 15 Jahren als Darstellerin am Abbey Theatre in Dublin und wurde dort eines der jüngsten Mitglieder. Ende der 1960er Jahre spielte sie am Theater unter anderem in Dion Boucicaults Stück The Shaughraun in einer Produktion des Abbey Theatre of Ireland am Aldwych Theatre in London, England, mit Schauspielern wie Cyril Cusack, Donal McCann, Des Cave, Peadar Lamb, Brid Lynch oder Maire O’Neill zusammen. Hugh Hunt war der Regisseur. Darüber hinaus sah man sie in Brian Friels Stück Lovers am Fortune Theatre in London inszeniert von Hilton Edwards in einer Produktion der Park Theatre Company mit Joe Lynch, Eamon Morrissey, Anna Manahan und Ruth Durley.
Im Kino sah man Fidelma Murphy in den 1960er und 1970er Jahren nur in wenigen ausgesuchten Rollen, so 1964 in der Komödie Never Put It in Writing von Regisseur Andrew L. Stone an der Seite von Pat Boone und Milo O’Shea, 1966 in der Abenteuerverfilmung Donegal, König der Rebellen mit Peter McEnery und Susan Hampshire unter der Regie von Michael O’Herlihy sowie 1969 in der Komödie von John Huston Dave – Zuhaus in allen Betten in der Hauptrolle John Hurt oder 1977 in dem Filmdrama von Regisseur John Quested Philadelphia, Here I Come!, neben Donal McCann, Des Cave und Siobhán McKenna. 
Mitte der 1960er Jahre hatte sich Murphy auch dem Fernsehen zugewandt und spielte dort zwischen 1965 und 2006 in Episoden von Serien wie No Hiding Place, Circus, Echoes, oder Murphy’s Law. 1980 spielte sie an der Seite von Rod Taylor in dem Fernsehfilm Die Zeitbombe.
Fidelma Murphy verstarb am 19. Oktober 2018 in Dublin im Alter von 74 Jahren.

## Filmografie (Auswahl)

### Kino
- 1964: Never Put It in Writing
- 1966: Donegal, König der Rebellen (The Fighting Prince of Donegal)
- 1969: Dave – Zuhaus in allen Betten (Sinful Davey)
- 1977: Philadelphia, Here I Come!

### Fernsehen
- 1965: Armchair Mystery Theatre (Fernsehserie, 1 Episode)
- 1966: No Hiding Place (Fernsehserie, 1 Episode)
- 1966: The Wednesday Play (Fernsehserie, 1 Episode)
- 1968: ITV Playhouse (Fernsehserie, 1 Episode)
- 1970: The Sinners (Fernsehserie, 1 Episode)
- 1974: Napoleon and Love (Fernsehminiserie, 1 Episode)
- 1975: Oil Strike North (Fernsehserie, 1 Episode)
- 1975: Circus (Fernsehserie, 6 Episoden)
- 1978: Off to Philadelphia in the Morning (Fernsehserie, 1 Episode)
- 1979: Whose Child? (Fernsehfilm)
- 1980: Die Zeitbombe (Cry of the Innocent) (Fernsehfilm)
- 1981: The Ante Room (Fernsehminiserie, 4 Episoden)
- 1984: Painted Out (Fernsehfilm)
- 1988: Echoes (Fernsehminiserie, 2 Episoden)
- 2006: Murphy’s Law (Fernsehserie, 1 Episode)

### Kurzfilme
- 1968 The Pale Faced Girl
- 1994 After 68